# Clubiona baborensis
Clubiona baborensis är en spindelart som beskrevs av Denis 1937. Clubiona baborensis ingår i släktet Clubiona och familjen säckspindlar.
Artens utbredningsområde är Algeriet. Inga underarter finns listade i Catalogue of Life.